# HD 99913
HD 99913，又名BD+55 1468，SAO 28038、HR 4427，是一颗恒星，视星等为6.41，位于銀經146.03，銀緯58.97，其B1900.0坐标为赤經11h 24m 38.7s，赤緯+54° 58.97′ 52″。